# El Collell (Malla)
El Collell és una masia al terme municipal de Malla (Osona) en l'exclavament entre els termes de Seva, Tona i Taradell.

## Arquitectura
Masia de planta basilical. El cos central és cobert a dues vessants i els laterals a una sola. El portal és rectangular i consta de primer i segon pis, que queda suprimit en els cossos laterals. A la part esquerre hi ha un cos annexionat de planta rectangular cobert a dues vessants i amb porxos a sota del ràfec, sostinguts per pilars. Hi ha un portal que tanca la lliça i les diverses dependències agrícoles.
La casa és construïda amb pedra sense polir i els elements de ressalt són de pedra picada de color rogenc, la part superior del cos central és de totxo, així com algunes parts de la galeria. L'estat de conservació és força bo.

## Història
Antic mas que formà part de la quadra de Torrellebreta o Mirambec, que al segle xiii i XIV assolí una major densitat de població i arribà a tenir deu famílies, però al llarg dels segles següents, degut sobretot a la despoblació produïda per la pesta negra, tenia només quatre o cinc masos (segle XV): Torrellebreta, el molí de la Torre, el Feu, el Collell i el Coll. Al 1860 tenia vuit famílies i ara (1982) en té només cinc. Fou domini reial i, a partir del segle xv formà part de les Quadres Unides d'Osona, regides per un sol batlle. Vers 1770 recuperà l'autonomia i la va perdre definitivament al 1840, en unir-se a Malla.
El seu terme pertanyia tradicionalment a la parròquia de Seva, però al 1956 fou adscrit a la moderna parròquia de Sant Miquel de Balenyà.